# Lista över fornlämningar i Gotlands kommun (Levide)
Lista över fornlämningar i Gotlands kommun (Levide) är en förteckning av ett urval av de fornlämningar som finns i Levide i Gotlands kommun.
| Namn         | Lämningstyp                      | Tillkomsttid | Historisk indelning | Plats | Läge                 | ID-nr          | Bild                                 |
| ------------ | -------------------------------- | ------------ | ------------------- | ----- | -------------------- | -------------- | ------------------------------------ |
| Levide 1:1   | Gravfält                         |              | Levide, Gotland     |       | 57.269505, 18.241360 | 10094500010001 | Ladda upp en bild av detta fornminne |
| Levide 2:1   | Gravfält                         |              | Levide, Gotland     |       | 57.261072, 18.242420 | 10094500020001 | Ladda upp en bild av detta fornminne |
| Levide 3:1   | Stensättning                     |              | Levide, Gotland     |       | 57.274716, 18.252512 | 10094500030001 | Ladda upp en bild av detta fornminne |
| Levide 4:1   | Gravfält                         |              | Levide, Gotland     |       | 57.272500, 18.265065 | 10094500040001 | Ladda upp en bild av detta fornminne |
| Levide 5:1   | Gravfält                         |              | Levide, Gotland     |       | 57.273478, 18.266283 | 10094500050001 | Ladda upp en bild av detta fornminne |
| Levide 6:1   | Hällristning                     |              | Levide, Gotland     |       | 57.272970, 18.268930 | 11100000000819 | Ladda upp en bild av detta fornminne |
| Levide 8:1   | Husgrund, förhistorisk/medeltida |              | Levide, Gotland     |       | 57.270986, 18.275997 | 10094500080001 | Ladda upp en bild av detta fornminne |
| Levide 9:1   | Husgrund, förhistorisk/medeltida |              | Levide, Gotland     |       | 57.266604, 18.268250 | 10094500090001 | Ladda upp en bild av detta fornminne |
| Levide 9:2   | Husgrund, förhistorisk/medeltida |              | Levide, Gotland     |       | 57.266944, 18.268402 | 10094500090002 | Ladda upp en bild av detta fornminne |
| Levide 9:3   | Stensättning                     |              | Levide, Gotland     |       | 57.267104, 18.268580 | 10094500090003 | Ladda upp en bild av detta fornminne |
| Levide 10:1  | Gravfält                         |              | Levide, Gotland     |       | 57.279987, 18.257323 | 10094500100001 | Ladda upp en bild av detta fornminne |
| Levide 11:1  | Husgrund, förhistorisk/medeltida |              | Levide, Gotland     |       | 57.274139, 18.284074 | 10094500110001 | Ladda upp en bild av detta fornminne |
| Levide 11:2  | Husgrund, förhistorisk/medeltida |              | Levide, Gotland     |       | 57.274211, 18.283635 | 10094500110002 | Ladda upp en bild av detta fornminne |
| Levide 12:2  | Stensättning                     |              | Levide, Gotland     |       | 57.268288, 18.290885 | 10094500120002 | Ladda upp en bild av detta fornminne |
| Levide 12:3  | Stensättning                     |              | Levide, Gotland     |       | 57.268249, 18.290588 | 10094500120003 | Ladda upp en bild av detta fornminne |
| Levide 12:4  | Röse                             |              | Levide, Gotland     |       | 57.268070, 18.290305 | 10094500120004 | Ladda upp en bild av detta fornminne |
| Levide 12:5  | Stensättning                     |              | Levide, Gotland     |       | 57.267951, 18.289850 | 10094500120005 | Ladda upp en bild av detta fornminne |
| Levide 13:1  | Husgrund, förhistorisk/medeltida |              | Levide, Gotland     |       | 57.269732, 18.299009 | 10094500130001 | Ladda upp en bild av detta fornminne |
| Levide 13:2  | Husgrund, förhistorisk/medeltida |              | Levide, Gotland     |       | 57.269493, 18.299240 | 10094500130002 | Ladda upp en bild av detta fornminne |
| Levide 13:3  | Husgrund, förhistorisk/medeltida |              | Levide, Gotland     |       | 57.269519, 18.298355 | 10094500130003 | Ladda upp en bild av detta fornminne |
| Levide 14:1  | Gravfält                         |              | Levide, Gotland     |       | 57.260730, 18.292005 | 10094500140001 | Ladda upp en bild av detta fornminne |
| Levide 16:1  | Husgrund, förhistorisk/medeltida |              | Levide, Gotland     |       | 57.281118, 18.290474 | 10094500160001 | Ladda upp en bild av detta fornminne |
| Levide 16:2  | Husgrund, förhistorisk/medeltida |              | Levide, Gotland     |       | 57.280912, 18.291305 | 10094500160002 | Ladda upp en bild av detta fornminne |
| Levide 16:3  | Husgrund, förhistorisk/medeltida |              | Levide, Gotland     |       | 57.281196, 18.291182 | 10094500160003 | Ladda upp en bild av detta fornminne |
| Levide 17:1  | Stensättning                     |              | Levide, Gotland     |       | 57.287511, 18.288482 | 10094500170001 | Ladda upp en bild av detta fornminne |
| Levide 19:1  | Gravfält                         |              | Levide, Gotland     |       | 57.307608, 18.267048 | 10094500190001 | Ladda upp en bild av detta fornminne |
| Levide 20:1  | Stensättning                     |              | Levide, Gotland     |       | 57.307192, 18.264351 | 10094500200001 | Ladda upp en bild av detta fornminne |
| Levide 20:2  | Stensättning                     |              | Levide, Gotland     |       | 57.307284, 18.264138 | 10094500200002 | Ladda upp en bild av detta fornminne |
| Levide 21:1  | Gravfält                         |              | Levide, Gotland     |       | 57.307847, 18.264539 | 10094500210001 | Ladda upp en bild av detta fornminne |
| Levide 22:1  | Husgrund, förhistorisk/medeltida |              | Levide, Gotland     |       | 57.295868, 18.290921 | 10094500220001 | Ladda upp en bild av detta fornminne |
| Levide 22:3  | Husgrund, förhistorisk/medeltida |              | Levide, Gotland     |       | 57.296153, 18.290886 | 10094500220003 | Ladda upp en bild av detta fornminne |
| Levide 24:1  | Husgrund, förhistorisk/medeltida |              | Levide, Gotland     |       | 57.298393, 18.299183 | 10094500240001 | Ladda upp en bild av detta fornminne |
| Levide 24:2  | Husgrund, förhistorisk/medeltida |              | Levide, Gotland     |       | 57.298340, 18.299703 | 10094500240002 | Ladda upp en bild av detta fornminne |
| Levide 24:5  | Hällristning                     |              | Levide, Gotland     |       | 57.298198, 18.298422 | 11100000000820 | Ladda upp en bild av detta fornminne |
| Levide 25:1  | Stensättning                     |              | Levide, Gotland     |       | 57.273961, 18.308458 | 10094500250001 | Ladda upp en bild av detta fornminne |
| Levide 29:1  | Gravfält                         |              | Levide, Gotland     |       | 57.279628, 18.316482 | 10094500290001 | Ladda upp en bild av detta fornminne |
| Levide 34:1  | Stensättning                     |              | Levide, Gotland     |       | 57.299567, 18.288464 | 10094500340001 | Ladda upp en bild av detta fornminne |
| Levide 44:1  | Stensättning                     |              | Levide, Gotland     |       | 57.271029, 18.244026 | 10094500440001 | Ladda upp en bild av detta fornminne |
| Levide 45:1  | Stensättning                     |              | Levide, Gotland     |       | 57.269514, 18.240357 | 10094500450001 | Ladda upp en bild av detta fornminne |
| Levide 64:1  | Husgrund, förhistorisk/medeltida |              | Levide, Gotland     |       | 57.268044, 18.289137 | 10094500640001 | Ladda upp en bild av detta fornminne |
| Levide 75:1  | Husgrund, förhistorisk/medeltida |              | Levide, Gotland     |       | 57.271076, 18.274546 | 10094500750001 | Ladda upp en bild av detta fornminne |
| Levide 85:1  | Röse                             |              | Levide, Gotland     |       | 57.253412, 18.291371 | 10094500850001 | Ladda upp en bild av detta fornminne |
| Levide 85:2  | Stensättning                     |              | Levide, Gotland     |       | 57.253443, 18.291608 | 10094500850002 | Ladda upp en bild av detta fornminne |
| Levide 85:3  | Stensättning                     |              | Levide, Gotland     |       | 57.253425, 18.291847 | 10094500850003 | Ladda upp en bild av detta fornminne |
| Levide 85:4  | Stensättning                     |              | Levide, Gotland     |       | 57.253211, 18.291493 | 10094500850004 | Ladda upp en bild av detta fornminne |
| Levide 86:1  | Stensättning                     |              | Levide, Gotland     |       | 57.257225, 18.297566 | 10094500860001 | Ladda upp en bild av detta fornminne |
| Levide 86:2  | Stensättning                     |              | Levide, Gotland     |       | 57.257167, 18.297399 | 10094500860002 | Ladda upp en bild av detta fornminne |
| Levide 86:3  | Stensättning                     |              | Levide, Gotland     |       | 57.257131, 18.297131 | 10094500860003 | Ladda upp en bild av detta fornminne |
| Levide 87:1  | Gravfält                         |              | Levide, Gotland     |       | 57.258540, 18.295945 | 10094500870001 | Ladda upp en bild av detta fornminne |
| Levide 91:3  | Hällristning                     |              | Levide, Gotland     |       | 57.274991, 18.305725 | 11100000000840 | Ladda upp en bild av detta fornminne |
| Levide 104:1 | Stensättning                     |              | Levide, Gotland     |       | 57.260223, 18.301824 | 10094501040001 | Ladda upp en bild av detta fornminne |
| Levide 113   | Hällristning                     |              | Levide, Gotland     |       | 57.281346, 18.285827 | 12000000000940 | Ladda upp en bild av detta fornminne |
| Levide 114   | Hällristning                     |              | Levide, Gotland     |       | 57.281745, 18.284710 | 12000000001004 | Ladda upp en bild av detta fornminne |